# Agapia
Agapia è un comune della Romania di 4 604 abitanti, ubicato nel distretto di Neamț, nella regione storica della Moldavia.
Il comune è formato dall'unione di 4 villaggi: Agapia, Filioara, Săcălușești, Văratec.